# Mount Skarland
Der Mount Skarland ist ein 3155 m hoher Berg in der Alaskakette in Alaska (USA). Er ist einer der höchsten Berge in der Hayes Range, einem Teilabschnitt der Alaskakette.

## Geografie
Der Mount Skarland befindet sich 8,4 km nordwestlich vom Mount Hayes, dem höchsten Berg der Hayes Range. Ein Berggrat führt vom Mount Skarland zum 3,7 km südsüdwestlich gelegenen Mount Geist. Von führt der Berggrat weiter zum Hauptkamm der Alaskakette. An der Ostflanke verläuft der westliche Arm des Hayes-Gletschers, auf der gegenüber liegenden Seite ein kleinerer Gletscher, dessen Schmelzwasser nach Norden zum East Fork Little Delta River abfließt.

## Besteigungsgeschichte
Die Erstbesteigung des Mount Skarland gelang Theodore Nicolai, Ed Johann, Terry Simonitch und Price Zimmermann am 19. April 1970 vom Hayes-Gletscher aus über den Nordostgrat. Ursprünglich war die Besteigung des Mount Hayes. Mannschaft, Ausrüstung und Proviant wurden mittels drei Flügen an den Ausgangspunkt auf dem oberen Abschnitt des westlichen Arms des Hayes-Gletschers transportiert.

## Namensgebung
Der Berg wurde am 1. Januar 1965 von T. L. Pewe vom U.S. Geological Survey (USGS) nach Ivar Skarland (1899–1965) benannt, einem norwegischen Anthropologen und Archäologen, der Leiter des Dept. of Anthropology der University of Alaska Fairbanks war und seine Pionierarbeiten in Alaska einschließlich der Alaskakette unternahm.